# 団野記平治

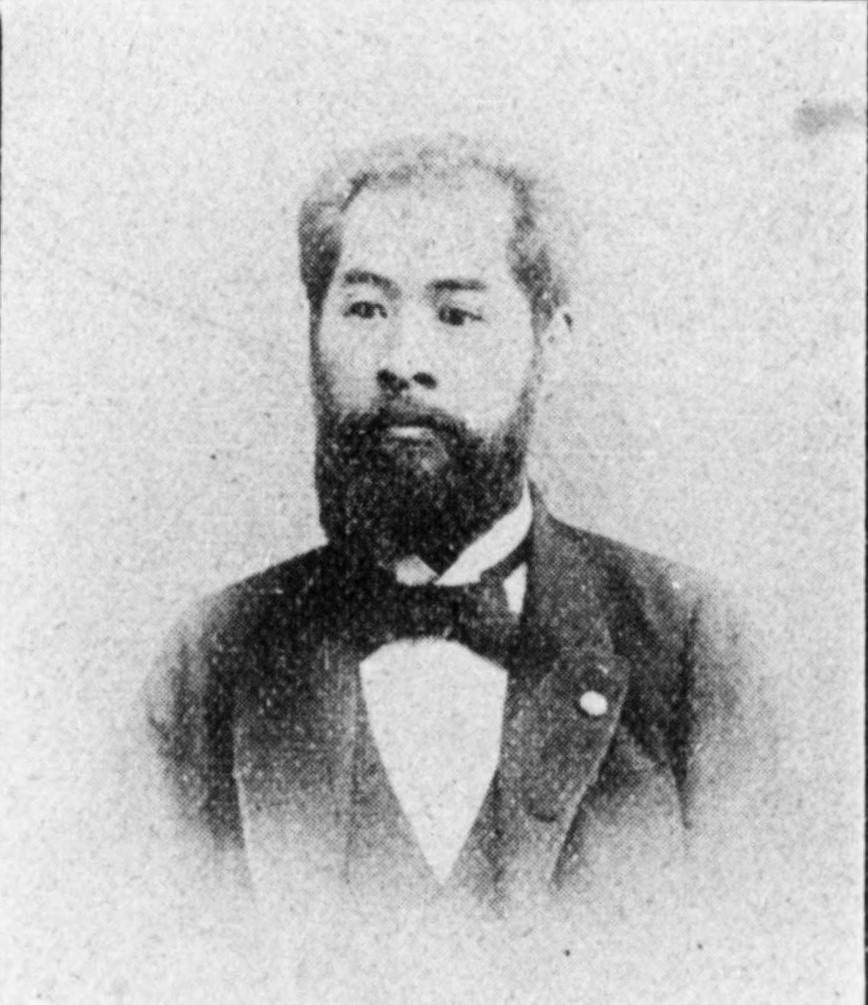
団野記平治

団野 記平治（團野、だんの きへいじ、1854年10月8日（安政元年8月17日）- 1923年（大正12年）12月3日）は、明治期の農業経営者、醸造家、政治家。衆議院議員、兵庫県多紀郡城南村長。

## 経歴
丹波国多紀郡八上内村（兵庫県多紀郡八上内村、八上村、篠山町、篠山市を経て現丹波篠山市八上内）で、中川儀十郎の二男として生まれた。漢学、数学を修めた。1879年（明治12年）同郡小枕村（城南村、丹南町、篠山市を経て現:丹波篠山市小枕）の素封家・団野仲右衛門の養子となり、農業・酒造業を営む。
酒造組合長、城南村農会長を務め、村落の共有林の松を杉檜に植替えるなど造林の振興に貢献した。
政界では学務委員、城南村会議員、学区組合会議員、郡組合会議員、多紀郡会議員、同副議長などを務めた。1889年（明治22年）初代城南村長となり3期在任。1894年（明治27年）兵庫県会議員に選出された。
1898年（明治31年）3月、第5回衆議院議員総選挙（兵庫県第3区）で初当選し、第7回総選挙でも再選され、衆議院議員に通算2期在任した。政治活動により家産を傾け、大阪に出て再起をはかったが、思いを遂げることはできなかった。

## 国政選挙歴
- 第3回衆議院議員総選挙（兵庫県第3区、1894年3月、無所属）落選[8]
- 第5回衆議院議員総選挙（兵庫県第3区、1898年3月、自由党）当選[6]
- 第6回衆議院議員総選挙（兵庫県第3区、1898年8月、憲政党）次点落選[6]
- 第7回衆議院議員総選挙（兵庫県郡部、1902年8月、立憲政友会）当選[7]